# Jim McNally
Pour les articles homonymes, voir McNally.
Jim McNally (né le 13 décembre 1943) est un entraîneur de football américain à la retraite, dont la carrière de 28 ans en NFL comprend des arrêts chez les Bengals de Cincinnati, Panthers de la Caroline et Giants de New York avant de se retirer après un poste de quatre ans avec les Bills de Buffalo et compte 3 participations au Superbowl 1981 et 1984 avec les Bengals de Cincinnati et 2001 avec les Giants de New York, mais ne parviendra pas à les gagner.
McNally est considéré comme le gourou de ligne offensive, il a commencé sa carrière d'entraîneur à l'Université de Buffalo, où il avait joué comme linebacker, en 1965 et a aussi été entraîneur à l'Université Marshall, Boston College et Wake Forest. McNally s’est gagné une place dans le Hall of Fame de l’université de Buffalo en 1982 en reconnaissance de sa carrière de joueur à l’université de Buffalo (1961-1964) et sa qualité d’entraîneur. Il a aussi été intronisé au Hall of Fame de la ville de Buffalo en 2008.
Depuis sa retraite, McNally organise des stages sur les techniques de ligne offensive et défensive et sert de collecteur de sponsors bénévole pour l'Université de Buffalo.
Dans le film We Are Marshall, qui relate la reconstruction d’une équipe après la tragédie aérienne qui a décimé l’équipe de football américain, le personnage de Jim McNally est interprété par Ron Clinton Smith.